# SC Jauer
SC Jauer was een Duitse voetbalclub uit Jauer, dat tegenwoordig het Poolse Jawor is.

## Geschiedenis
De club werd in 1920 opgericht en ging in de Neder-Silezische competitie spelen. De club werd in 1922 kampioen van Liegnitz, maar door tijdsgebrek werd FC Blitz 03 Liegnitz naar de eindronde gestuurd nog voor de competitie voltooid werd. In 1923 werd de club groepswinnaar en verloor de titelfinale van ATV Liegnitz. Een jaar later werd de club opnieuw groepswinnaar. In de halve finale werd brandhout gemaakt van DSC Neusalz (11-3) en in de finale won de club met 4-0 van Waldenburger SV 09. Hierdoor plaatste de club zich voor de Zuidoost-Duitse eindronde. De Vereinigte Breslauer Sportfreunde en Viktoria Forst domineerden de competitie en Jauer en de andere twee teams eindigden op een gedeelde derde plaats, waarvan Jauer wel het beste doelsaldo had. In 1925 werd de club laatste, er vond dat jaar geen degradatie plaats omdat een deel clubs werd overgeheveld naar een andere competitie en een jaar later werden ze vicekampioen, met één punt achterstand op SpVgg 1896 Liegnitz. De volgende jaren streed de club tegen degradatie. In 1932 werd de club wel nog derde en in 1933 tweede.
Hierna werd de competitie grondig geherstructureerd. De NSDAP kwam aan de macht en de Zuidoost-Duitse voetbalbond en alle competities verdwenen. De Gauliga Schlesien kwam als vervanger, maar de Neder-Silezische competitie werd te licht bevonden om een deelnemer af te leveren en alle clubs gingen in de Bezirksliga Niederschlesien spelen, de nieuwe tweede klasse. De club speelde meestal in de lagere middenmoot.
Na de opsplitsing van de Gauliga speelde de club in de 1. Klasse Niederschlesien. In 1941/42 trokken ze zich terug uit de competitie, maar keerden het jaar ena wel terug. Omdat de 1. Klasse werd opgeheven na dit seizoen promoveerde de club automatisch naar de  Gauliga Niederschlesien 1943/44, die in vier reeksen opgedeeld was, en eindigde derde op zes clubs in de groep Liegnitz.
Na het einde van de oorlog werd Jauer een Poolse stad. De Duitsers werden verdreven en alle Duitse voetbalclubs werden ontbonden.

## Erelijst
Kampioen Neder-Silezië
1924